# Colonne Connolly
La colonne Connolly ou Connolly Column est un détachement militaire formé par des volontaires irlandais qui, au sein des Brigades internationales, ont  combattu aux côtés des forces armées de la République espagnole la rébellion du général Franco et des nationalistes pendant la guerre civile espagnole (juillet 1936 - mars 1939).
La colonne Connolly a fait partie de la Brigade Abraham Lincoln de la XVe Brigade internationale. Récemment, la réalité de l'existence d'une « colonne » au sein du bataillon Abraham Lincoln a été remise en cause.[réf. nécessaire]

## Le nom
La colonne a été baptisée du nom de James Connolly, chef  de l'Irish Citizen Army exécuté lors de insurrection de Pâques 1916.

## Origine
Au début de la  guerre civile espagnole en juillet 1936, le  républicain irlandais et socialiste, Peadar O'Donnell était à Barcelone pour les « Jeux olympiques des peuples » - tenus en opposition aux Jeux olympiques d'été qui se tenaient  à Berlin, dans l'Allemagne nazie. O'Donnell sympathise avec des ouvriers  anarchistes dont la milice vient de déjouer un coup d'État militaire dans la ville. Il rejoint une de ces milices sur le front d'Aragon.
À son retour en Irlande, O'Donnell a appelé à la formation de régiments de volontaires Irlandais pour soutenir le gouvernement du Front populaire. La plupart des volontaires irlandais sont venus de l'Armée républicaine irlandaise ou du Republican Congress. La ligne politique de l'IRA était à cette époque à gauche, voire communiste, depuis la fin des années 1920.

## Motivation
À côté d'une réelle  sympathie pour la République espagnole, beaucoup de volontaires républicains irlandais ont été également motivés par hostilité au mouvement fasciste irlandais Blueshirts de Eoin O'Duffy. Ce mouvement, avec l'aide du Cardinal McRory, du journal The Independent et du capitaliste W.L Murphy, avait envoyé en Espagne un contingent de 670 hommes pour lutter au côté du général Franco et des nationalistes : la légion Saint-Patrick. L'antagonisme entre les deux groupes remonte à la guerre civile irlandaise, pendant laquelle  les prédécesseurs des deux factions (l'IRA pour la colonne Connolly, l'armée nationale irlandaise pour O'Duffy) s'étaient  déjà affrontés. Pendant les années 1930, l'IRA et les Blueshirts s'étaient combattus dans les rues. De chaque côté, on considérait le conflit espagnol comme un prolongement de la guerre civile de l'Irlande. Ainsi, au moment de s'embarquer pour l'Espagne, Frank Ryan déclarait « Le contingent républicain, outre son rôle de force combat efficace du fait que ses membres ont connu le combat, est également une démonstration de sympathie de l'Irlande révolutionnaire avec les Espagnols dans leur combat contre le fascisme international. C'est également une réponse à l'intervention du fascisme irlandais dans la guerre contre la République espagnole, qui est un déshonneur pour nous. Nous voulons montrer qu'il y a un lien étroit entre les démocraties de l'Irlande et de l'Espagne. Notre combat est le combat des Espagnols, car il est celui de toutes les personnes qui sont victimes de tyrannie. »
Tous les volontaires irlandais ne provenaient pas du mouvement républicain, mais aussi de la mouvance socialiste et de gauche.
En raison de la direction communiste des brigades internationales, tous les volontaires irlandais ont été sous la dépendance du petit Communist Party of Ireland avant d'être acceptés. Bill Gannon, ancien membre de l'IRA, a eu un rôle important dans le recrutement et l'organisation.

## En Espagne
En décembre 1936, menés par l'ancien commandant de l'IRA Frank Ryan, quatre-vingts volontaires sont arrivés en Espagne. La majorité est venue de l'État libre d'Irlande mais il y avait également un groupe de socialistes de Belfast et d'autres parties d'Irlande du Nord.  Faisaient partie de ce groupe Michael O'Riordan, Charles Donnelly, Eddie O'Flaherty, Paul Burns, Jackie Hunt, Bill Henry, Eamon McGrotty, Bill Beattie, Paddy McLaughlin, Bill Henry, Peter O'Connor, Peter Power, Johnny Power, Liam Tumilson, Jim Stranney, Willie O'Hanlon, Ben Murray et Fred McMahon.
Après un passage en France, les brigadistes irlandais ont été formés à Albacete en Espagne par André Marty, membre du PCF chargé de la formation des brigadistes.  Un certain nombre de volontaires Irlandais ont refusé de servir dans la brigade britannique du fait de  leurs  convictions républicaines. Par exemple, Frank Ryan avait  menacé de tirer sur un volontaire anglais quand il a découvert qu'il avait servi dans Black and Tans lors de la Guerre d'indépendance irlandaise. En raison de ces tensions, une partie des volontaires de  gauche ont quitté le bataillon anglais pour rejoindre le bataillon américain « Abraham Lincoln ». Ces volontaires sont les Irlandais habituellement désignés sous le nom de la « colonne  Connolly », bien qu'ils n'aient pas été une unité formelle et que d'autres volontaires Irlandais aient combattu dans d'autres unités des brigades. La colonne  Connolly a subi de lourdes pertes lors de la  bataille du Jarama, près de Madrid en février 1937. Charlie Donnelly, Eamon McGrotty, Bill Henry, Liam Tumilson et Bill Beattie ont tous été tués lors de cette bataille.
Frank Ryan, blessé lors de la Bataille du Jarama en février 1937, est retourné en convalescence en Irlande. À son retour en  Espagne, il a été nommé adjoint au général républicain José Miaja. Ryan a été capturé pendant l'offensive d'Aragon le 1er avril 1938 et a été prisonnier au camp de détention de Miranda de Ebro. Il a été condamné à mort, mais après l'intervention de Éamon de Valera sa peine a été commuée en trente ans de détention. Les volontaires irlandais ont également participé à la Bataille de l'Èbre en juillet 1938, la dernière offensive républicaine majeure de la guerre.
Les volontaires irlandais ont été rapatriés en Irlande en septembre 1938, quand le gouvernement républicain a dissous les brigades internationales dans l'espoir d'obtenir en échange une aide militaire des démocraties et le départ des troupes fascistes italiennes et allemandes.

## Divers
Christy Moore a interprété la chanson Viva la Quinta Brigada, sur les volontaires irlandais qui ont combattu avec les brigades internationales